# Escalade en moulinette

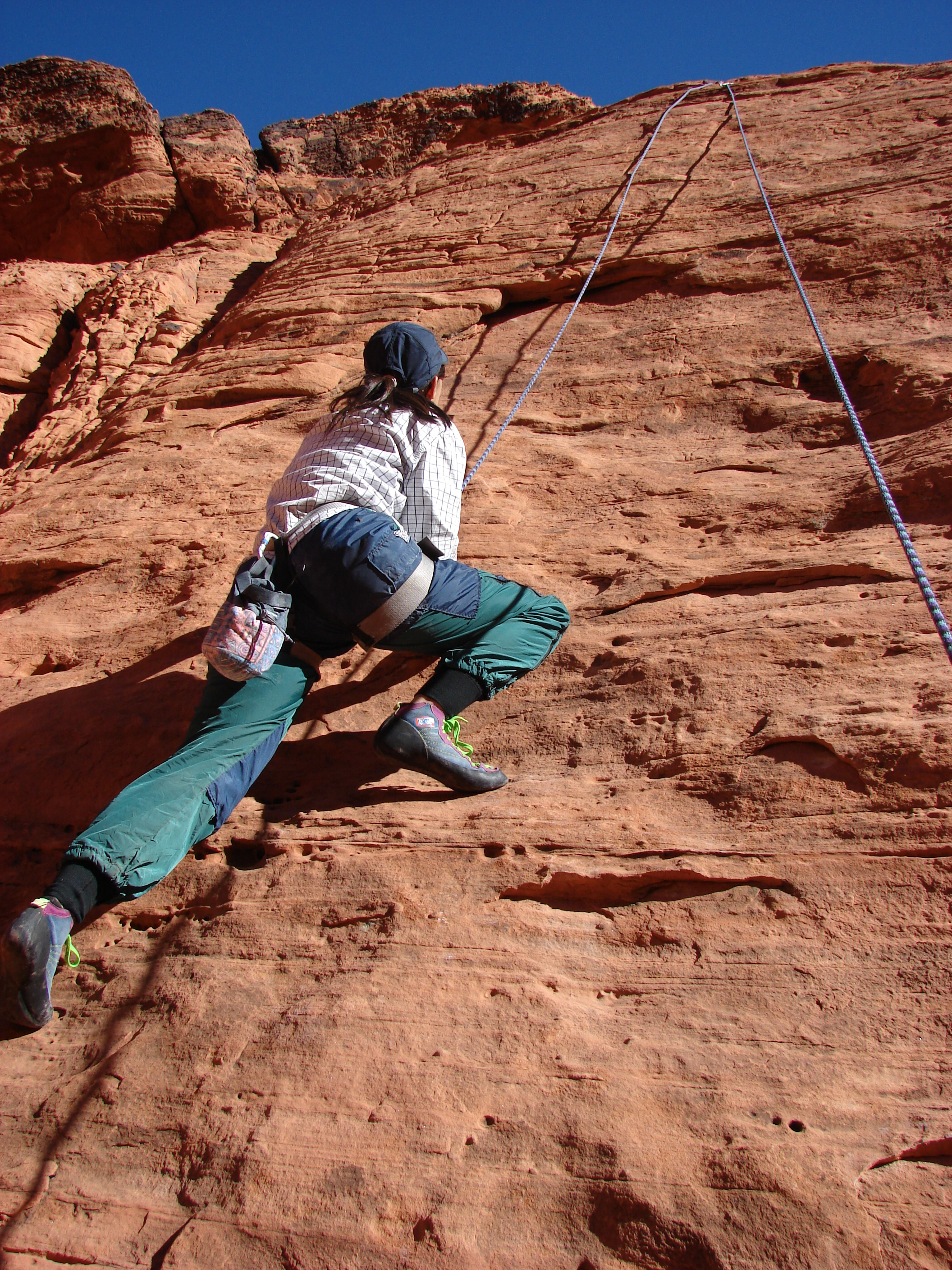
Grimpeur en moulinette en progression vers le haut de la voie

Pour les articles homonymes, voir Moulinette.
L'escalade en moulinette définie une technique de base de progression et d'assurage le long d'un parcours encordée par le principe du système de poulie simple fixe. Elle pemet par sa simplicité technique et l'utilisation réduite de matériels et de techniques côté grimpeur mais aussi côté assureur de découvrir, de s'initier et de progresser en sécurité. Cette technique est principalement utilisée en grimpe d'arbres, en escalade sportive, en escalade de vitesse ou en escalade auto-assurée. Nommée aussi atelier poulie, cette technique permet au grimpeur d'être assuré grâce à une corde coulissant dans l'anneau de rappel du relais placé en haut de la voie par soi-même en escalade auto-assuré ou par une personne placée au pied ou en haut de la voie d'escalade. 

## Intérêt

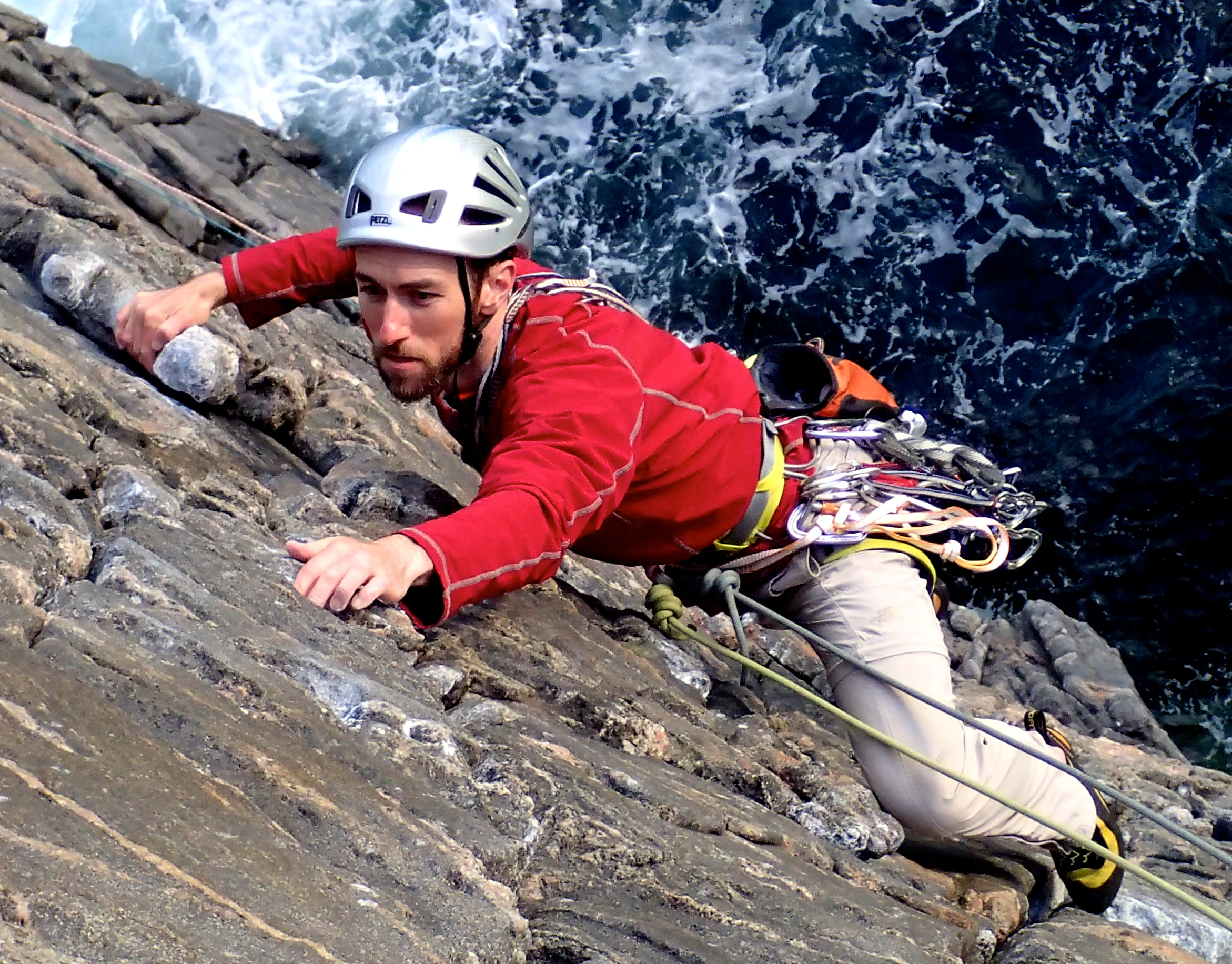
Grimpe en moulinette d'un second dans une progression en grande voie

Un débutant ou un grimpeur souhaitant découvrir voire travailler une voie difficile ou grimper en second en grande voie ou en alpinisme utilise généralement l'escalade en moulinette ; ce qui lui donne une progression en sécurité, sans la gestion de la corde, limitant l'amplitude d'une éventuelle chute et supprimant le risque de vol, une chute dynamique que l'on retrouve dans une progression d'escalade en tête, une progression par ancrage successif. 

## Sécurités de progression en moulinette

### Progression verticale
Lorsque l’assurage corde tendue s'effectue au bas d'une voie verticale, cette technique demande une tension importante d'assurage au départ du grimpeur. La corde dynamique étant au maximum de son déploiement sans tirage intermédiaire, elle bénéficie du maximum d'allongement possible en bas de la voie. Si l'assureur n'a pas prétendu la corde avant le départ, un risque de retour au sol est possible en cas de chute du grimpeur dans les premiers mètres.

### Progression latérale, en traversée
En cas de cheminement d'escalade ou de dé-escalade latérale voire une progression qui ne serait pas dans l'axe vertical de la voie, même bien tenu, un grimpeur déséquilibré se retrouve avec risque de projection latérale pendulaire, et un possible retournement sur le dos. La corde côté grimpeur doit alors être pré-mousquetonnée ou laissée mousquetonnée dans les ancrages par le grimpeur en tête précédant.

### Progression en dévers
L'utilisation de la moulinette dans une voie en dévers nécessite une attention particulière pour un grimpeur avancé. Au départ de la voie, il est impossible pour l'assureur de tendre la corde, au risque de faire basculer en arrière le grimpeur. Un parage du grimpeur est alors nécessaire au départ de la voie. Ensuite tenu, au cas où dans les premiers mètres de progression, le grimpeur vient à lâcher ses prises, il est alors projeté en balancier vers l'arrière avec un risque de retour au sol et risques de percussion frontale ou latérale de l'assureur ou des personnes présentes au sol dans l'espace de projection. Ensuite, en progression dans la voie, si le grimpeur vient à lâcher ses prises, il lui est alors difficile voire impossible de rejoindre la parois.
Dans ce type de progression, la corde reliée au grimpeur doit aussi être pré-mousquetonnée ; ce qui correspond à une progression d'un ou des seconds rejoignant leur leader en grande voie.

### Escalade de vitesse
L'assurage doit s'effectuer en moulinette soit par deux assureurs en règles générales, soit par l'utilisation d'un enrouleur automatique en auto-assurage dans le cadre de l'escalade de vitesse de haut-niveau (moins de 8" sur 10m ou moins de 15" sur 15m).

### Usure du maillon de relais
La pratique de la moulinette engendre plus ou moins de frottements sur le maillon rapide du relais ou de l'anneau de rappel. Particulièrement en site naturel (SNE) qui ne bénéficie pas de vérification obligatoire annuelle comme en structure artificielle (SAE), le grimpeur qui installe la moulinette, constatant cette usure, double le maillon ou l'anneau par une dégaine ou un mousqueton de sécurité puis alerte le gestionnaire du site.

## Descente en moulinette
La descente en moulinette est une technique utilisée après une ascension en moulinette ou en tête.

### Après une grimpe en moulinette
La corde étant déjà installée en moulinette dans le relais de haut de voie, aucune manipulation n'est requise par le grimpeur pour effectuer sa descente.

### Après une grimpe en tête
Arrivé au relais-rappel du haut de voie, le grimpeur installe la corde en moulinette selon la configuration du relais.
Si le relais possède deux mousquetons inversés comme en structure artificielle d'escalade, le grimpeur connecte la corde dans les deux mousquetons pour installer l'atelier poulie et effectue sa descente contrôlée par l'assureur.
Si le relais possède un anneau de rappel, le grimpeur doit se longer sur le relais et effectuer la manœuvre de haut de voie. Par cette manœuvre, il se dés-encorde, installe alors l'atelier poulie, se ré-encorde pour effectuer en sécurité sa descente contrôlée par l'assureur.
Si dans sa progression le grimpeur échoue avant l'arrivée au relais, il effectue alors sa descente en moulinette par une réchappe. Par cette manœuvre, il laisse les deux derniers ancrages mousquetonnés ou installe deux maillons rapides qui seront abandonnés ou récupérés par un grimpeur plus expérimenté.

### Depuis le relais
C'est une alternative à la descente en rappel, souvent utilisée pour descendre rapidement une personne sans compétence, sans matériel de rappel ou peu expérimentée depuis un relais de rappel. Elle est notamment utilisée en alpinisme et en canyoning.

## Principe

Grimpe en moulinette.

Lorsqu'un grimpeur monte assuré en moulinette, il a toujours la corde au-dessus de lui, tendue. Cette dernière passe par le relais situé au sommet de la voie avant de redescendre vers la personne qui l'assure (assureur) depuis le bas de la voie. Pendant l'ascension, l'assureur tire sur la corde pour la maintenir presque tendue et limiter l'amplitude d'une éventuelle chute.
En cas de chute, la personne qui grimpe en moulinette est retenue par une corde, le grimpeur ayant chuté se retrouve alors pendu à la corde. Cette corde est tenue par l'assureur placé au pied de la voie ; pour être en mesure de tenir bloquée la corde en cas de chute, l'assureur utilise un système d'assurage. 
Lorsque le grimpeur, assuré en moulinette, a fini son ascension, la descente se réalise assis dans le baudrier les pieds perpendiculaires à la paroi, les mains tenant la corde devant soi : le grimpeur se laisse descendre sous son propre poids, sous la maîtrise de l'assureur qui retient la corde.

## Installation de la moulinette
L'installation d'une moulinette peut s'effectuer : soit par la voie parcourue en tête par un grimpeur assuré par son second afin de passer la corde dans le point d'ancrage situé au sommet de la voie ; soit par l'installation directe de la moulinette au relais-rappel de haut de voie accessible à pied par un chemin ; soit par l'installation de son système d'assurage à son pontet et dégaine de renvoi au relais de grande voie lorsque leader et second sont au relais. 

### Installation en tête
Lorsque le grimpeur ou leader a parcouru la voie en tête, il se vache avec sa longe sur le relais ; il pratique la manœuvre de haut de voie ou de moulinette puis averti son assureur : " bloque ! ou sec !" ; il se délonge qu’une fois bloqué par son assureur. A ce stade, la plus grande vigilance et concentration des deux partenaires sont nécessaires. La moulinette installée, il peut maintenant redescendre et récupérer les dégaines ou les laisser en place pour assurer la sécurité à la montée d'une voie en dévers ou en traversée. Il peut retravailler lui-même la voie en moulinette ou permettre à d'autres grimpeurs d'escalader la voie.

## Cas d'utilisation

### Découverte, initiation et perfectionnement
Le débutant découvre l'escalade avec la technique de la moulinette. C'est la première technique de découverte, de mise en confiance puis d'enseignement de progression initiale. Cette méthode limite la technique de progression dans la voie sans risque de chute verticale à la simple technique d'escalade aidée des prises des mains et des pieds, puis de dé-escalade passive en appui sur le mur ou en dé-escalade active en utilisant les prises de mains et de pieds. 
La chute verticale éventuelle est potentiellement limitée à l'élasticité de la chaîne d'assurage : la longueur de la corde entre le grimpeur et l'assureur ; du frottement de la corde dans l'anneau associé à l'angle d'assurage ; des paramètres dynamiques de la corde ; du mou laissé par l'assureur ; du poids et de la différence de poids entre le grimpeur et l'assureur et de son déplacement ou assurage dynamique au moment de la chute. 
Le sentiment de sécurité que procure la moulinette est lié à la tension exercée sur la corde par l'assureur, sentiment qui aide le grimpeur à passer des pas de plus en plus difficiles. 

### Moulinette en dévers

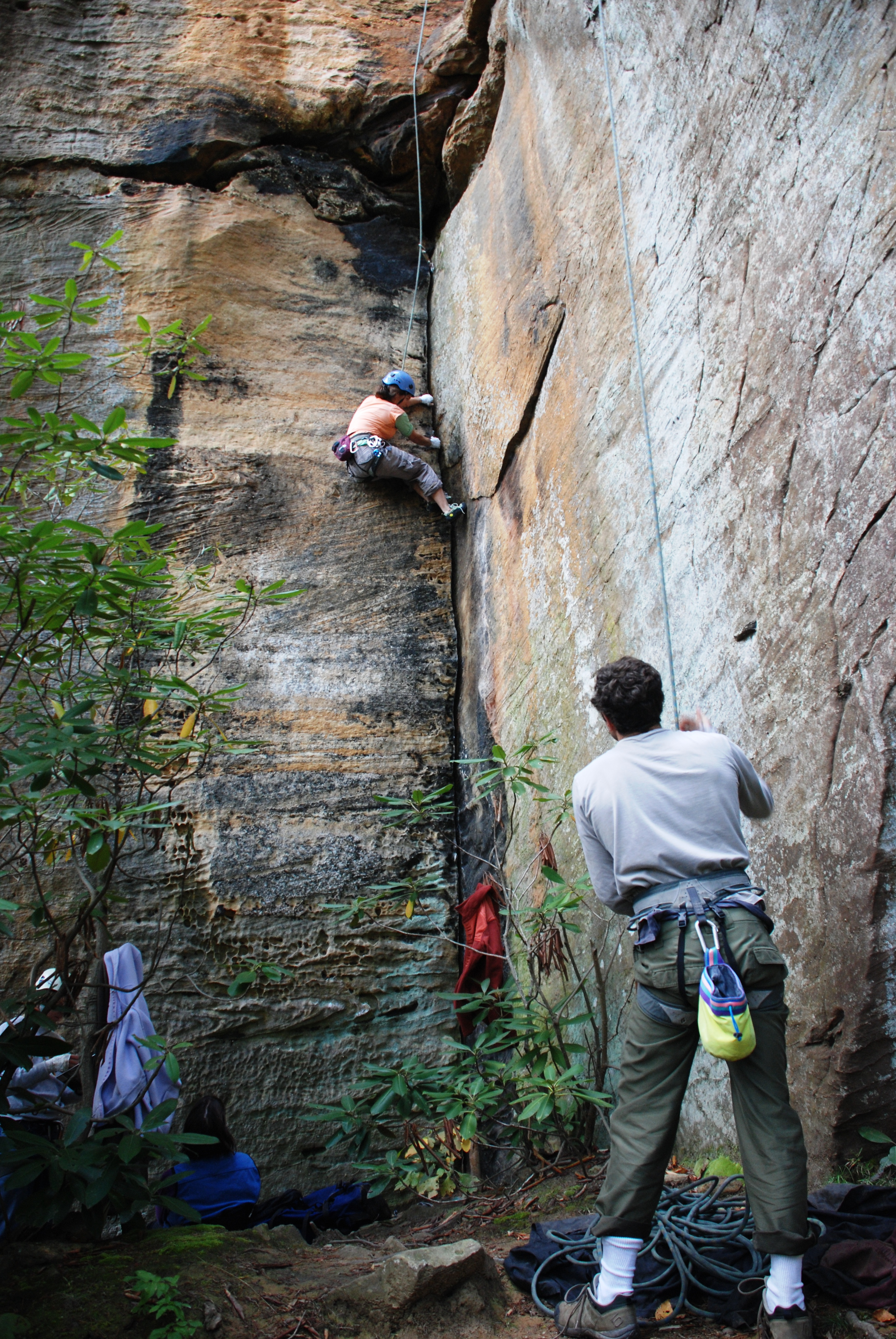
Grimpeur assuré en moulinette en dévers

### Rappel en moulinette

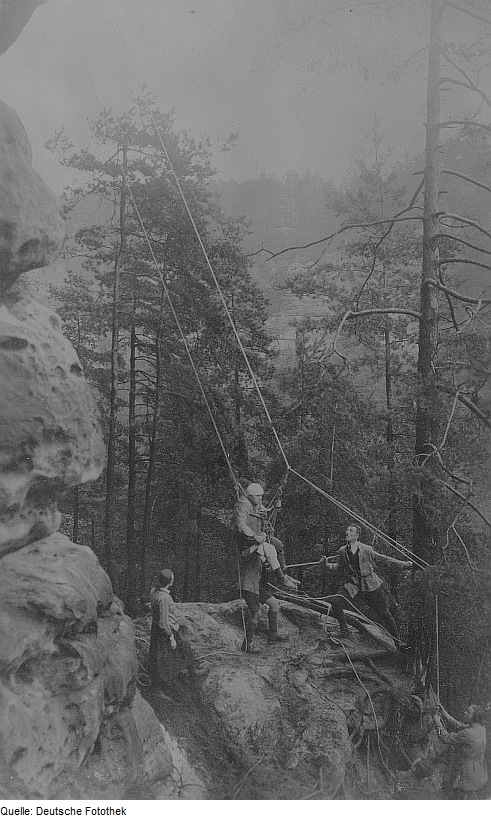
En 1925, sauvetage en moulinette

### Canyoning
On peut aussi parler de descente en moulinette en canyonisme, lorsqu'une personne descend l'un de ses coéquipiers. C'est une alternative à la descente en rappel, mais elle réduit la participation du coéquipier qui reste passif[réf. nécessaire].